# ニコラス・オモヌク
ニコラス・オモヌク（1999年頃生まれ） はウガンダの気候正義活動家である。 、化石燃料の段階的廃止とアフリカにおける公正な移行（特に変化に対して最も脆弱な人々をはじめ、すべての人々の公正と公平を確保しながら、経済と社会を持続可能性に向けて変革するプロセス）を提唱する運動「エンド・フォッシル・オキュパイ・ウガンダ」の創設者である。 彼はキャンボゴ大学で土地経済学の学位を取得しており、国内外の気候キャンペーンに参加してきました。 また、オーストリアのヨーロッパ・フォーラム・アルプバッハや国連気候変動枠組条約（UNFCCC）の年次気候会議など、世界的な気候イベントにも参加してきました。

## 生い立ちと教育
オモヌクは、ウガンダ東部のパリサで牧畜を営む家庭に育った。彼はイテソ族の出身であり、そこでは各子供が特定の家庭内の責任を負う。彼は子供時代の多くを、干ばつなどの環境条件による経済的安定の喪失に対処しながら過ごした。
オモヌクはキャンボゴ大学で土地経済学、土地・資産評価（測量）の理学士号を取得している。

## 積極行動主義
オモヌクは、アフリカにおける化石燃料の段階的廃止と公正な移行を提唱する地域の気候運動「エンド・フォッシル・オキュパイ・ウガンダ」を設立した。  彼は、すべての人にとって持続可能な未来を実現するため、世界中の政府や開発パートナーに化石燃料エネルギーへの資金提供を停止するよう求める気候キャンペーンに参加してきた。

オーストリアで開催されたヨーロピアン・フォーラム・アルプバッハでは、気候ストライキを支援し、ポッドキャストを通じて、気候変動がいかにして故郷の無数の人々が家財を売り払い、他国へ逃れることを余儀なくさせているかを語った。
彼はスイスのバーゼル、ドライ・ローゼンブリュッケで、石油生産と移民の関係を示すことを目的とした水泳気候行動を支援した。
COP27とCOP28では、最も影響を受ける人々や地域（MAPA）を代表し、化石燃料の段階的廃止と「損失と損害」基金の運用を求めた。
2023年12月、彼はアラブ首長国連邦（UAE）で開催されたCOP28気候会議に出席した。国連気候変動会議、またはUNFCCCの締約国会議（一般にCOPと呼ばれる）は、毎年2週間にわたって開催される第28回国連気候変動会議であった。
2024年には、若者の気候活動家、NGO、草の根運動団体をメンバーとする統一組織「アガペ・アース・コアリション」を共同で設立した。 彼はアゼルバイジャンで開催されるCOP29にも招待された。

### 化石燃料批判
ウガンダの東アフリカ原油パイプライン（EACOP）のような化石燃料プロジェクトは、経済成長を促進し、エネルギーアクセスを改善する可能性があると見なされているが、環境への懸念を引き起こし、オモヌクを含む環境活動家から反対されている。オモヌクは、国内外のレベルで物議を醸している化石燃料プロジェクトに企業が関与していることを批判してきた。 彼は、地域社会への潜在的な影響を理由に、化石燃料プロジェクトに反対している。
EUのCSDDD
2023年10月、オモヌクは人権弁護士のマクスウェル・アトゥフラと共に、EUの議員に対し、企業の持続可能性デュー・ディリジェンス指令（CSDDD）を支持するよう呼びかけた。 彼は、この指令が説明責任のメカニズムを確立し、法的手段が限られているウガンダにおいて、ヨーロッパ企業に関連する環境および人権侵害に対する救済措置を可能にすることができると述べた。
しかし、この指令には、過度の規制負担を課し、コンプライアンスコストを増加させ、特に中小企業の競争力を損なう可能性があるとの見解を持つ一部の利害関係者グループやEU加盟国から反対されている。